# Omar Avila
Omar Avila je kubánsko-americký herec a producent.

## Kariéra
Narodil se na Kubě a v 80. letech s rodinou emigroval do Spojených států amerických. Vyrostl v Miami. V letech 1997–2001 studoval na ekonomické fakultě Univerzity v Miami (University of Miami: School of Business), v letech 2003–2005 divadelní herectví na Floridské mezinárodní univerzitě (Florida International University) a v letech 2008–2010 filmové herectví na Vysoké škole města Los Angeles (Los Angeles City College).
Začínal na přelomu tisíciletí v televizních seriálech. V několika dílech seriálu americké hispanofonní stanice Telemundo Los Teens (2003) ztvárnil postavu jménem El Duro. Vystupoval i v řadě telenovel, např. Soñar No Cuesta Nada (2005, postava: Javier) či Watch over Me (2006–2007, postava: Ryan Rivera). V závěrečném dílu 3. řady seriálu Dr. House (2007, epizoda Human Error / Lidská chyba) si zahrál epizodní roli mexického uprchlíka a manžela Houseovy pacientky Estebana Hernándeze, v seriálu Řekni, kdo tě zabil (2007, v 2. dílu 1. řady Dummy / Figurína) se krátce objevil jako Manuel, leštič podlah v koláčkárně The Pie Hole. Hrál také Estebana, peruánského kamaráda a fotbalového spoluhráče hlavního hrdiny Santiaga ve webové minisérii Heroes: Destiny (2008), která byla uvedena v rámci propagační akce Create Your Hero jako doplněk seriálu Hrdinové. V seriálu Strážce pořádku (2010, v 12. a 13. dílu 1. řady) účinkoval jako řidič Ernesto převážející dodávku pro Gia Reyese, hlavu miamského drogového kartelu. V Kriminálce Miami (2011, v 16. dílu 9. řady Hunting Ground / Lovný revír) ztvárnil postavu Enriquea, oběti „sportovních“ lovců lidí, jehož smrt kriminalisté vyšetřovali. V druhé řadě akčního seriálu Cleaners (2014, v 10 dílech z 12) webové televize Crackle hrál zločince Carlose, jenž se zamiluje do jedné z hlavních hrdinek, která se podobá jeho zesnulé ženě. 
Vedle účinkování v televizních seriálech hrál také ve filmech. Mihnul se jako jeden z kopáčů policejního tunelu v akční komediální krimi Michaela Baye Mizerové II (2003). O rok později stanul po boku Johna Travolty ad. jako Joe Toro, jeden z kubánských bratrů řídících síť hazardu a prostituce, v marvelovském akčním thrilleru Kat (2004). Následovala role Eddiho v romantické komedii z prostředí latinoamerické rodiny Once Upon a Wedding (2005), postava vězně v historickém dramatu ze západního pobřeží USA v 30. letech 20. století Valley of the Heart's Delight (2006), mihnul se i v několika záběrech jako mladík na horské dráze s Rhysem Darbym a Sashou Alexanderovou v romantické komedii Lež má krátké nohy (2011). V roce 2015 následoval nízkorozpočtový bilingvní krimi thriller z mexicko-amerického pomezí od debutujícího režiséra Davida Ponce de Leona Road to Juarez, v němž Avila ztvárnil postavu jménem Pipo.
Roku 2015 se poprvé podílel na tvorbě filmu i produkčně, a to z pozice výkonného producenta filmu El Landlord. Ve snímku, který režíroval Nicholas Nathaniel, si Avila také zahrál. Podobně se na produkci podíleli i další herci Geoffrey Alan Harris, Donn Stewart a Andre Bauth. Posledně jmenovaný byl také autorem částečně autobiografického námětu, jenž do podoby scénáře převedl Luis De La Fuente.